# Victoria de Durango
Durango ou Victoria de Durango é a capital e maior cidade do estado mexicano de Durango, localizado a 24 ° 01'N, 104 ° 40'W. Ele tem uma altitude de 1890 metros.
A cidade foi fundada em 1563. Na época colonial espanhola era a capital da província de Nueva Vizcaya, na Nova Espanha, que incluía os atuais estados de Durango e Chihuahua.
No censo de 2005 a cidade tinha uma população de 463 830 habitantes. É a sede municipal da Municipalidade de Durango, que tinha uma população de 654 876 em 2015. O município tem uma área territorial relativamente grande de 10 041 km ² (3877 sq mi) e inclui tais comunidades isoladas como El Nayar e Cinco de Mayo.

## Cidades-irmãs
- Durango, Estados Unidos
- Durango, Espanha
- Mazatlán, México